# Charles Lacquehay
Charles Lacquehay, född 4 november 1897 i Paris, död där 3 oktober 1975, var en fransk professionell tävlingscyklist.
Lacquehay var 1915–1925 en av Frankrikes bättre landsvägscyklister och bildade 1925–1930 tillsammans med sin landsman Georges Wambst ett av världens bästa sexdagarspar, som bland annat segrade i Paris sexdagars 1926 och 1928. Han övergick 1930 till stayeråkning och vann världsmästerskapet i denna gren 1933 och 1935. Lacquehays framgångar berodde mer på ovanlig träningsflit än på naturliga förutsättningar.